# Давыдов, Михаил Михайлович (онколог)
Михаил Михайлович Давыдов (род. 5 марта 1985 года) — российский хирург-онколог, доктор медицинских наук, член-корреспондент РАН (2016).

## Биография
Родился 5 марта 1985 года в семье Михаила Ивановича Давыдова (1947—2025) — хирурга-онколога, профессора, директора Российского онкологического научного центра им. Н. Н. Блохина (РОНЦ), академика (с 2004 года) и президента (в 2006−2011 годах) Российской академии медицинских наук, академика РАН (с 2003 года).
В 2007 году окончил Российский национальный исследовательский медицинский университет имени Н. И. Пирогова, после чего обучался в ординатуре и аспирантуре в РОНЦ имени Н. Н. Блохина.
Защитил кандидатскую («Одномоментная эзофагогастрэктомия в онкологии», 2012) и докторскую («Стратегия хирургии внеорганных сарком торакоабдоминальной локализации», 2015) диссертации.
В апреле 2016 года возглавил НИИ клинической онкологии — основное хирургическое подразделение РОНЦ.
28 октября 2016 года избран членом-корреспондентом РАН.

### Научно-организационная деятельность
Председатель Учёного совета НИИ клинической онкологии; член Объединённого учёного совета ФГБУ «РОНЦ имени Н. Н. Блохина» Минздрава России; член правления Ассоциации директоров центров и институтов онкологии и рентгенологии стран СНГ.